# Clear Lake (Washington, Pierce megye)
Clear Lake az Amerikai Egyesült Államok északnyugati részén, Washington állam Pierce megyéjében elhelyezkedő statisztikai település. A 2010. évi népszámlálási adatok alapján 1419 lakosa van.